# Johann Kranz
Johann Joachim Kranz (* 1980 in München) ist ein deutscher Wirtschaftsinformatiker.

## Leben und Wirken
Kranz studierte Wirtschaftsinformatik an der Universität Leipzig und der Universidad de Deusto. Nach seinem Diplom 2007 forschte er am Institut von Arnold Picot an der Ludwig-Maximilians-Universität München (LMU) und der Columbia Business School (New York City) bei Eli Noam. 2011 wurde er mit seiner mehrfach ausgezeichneten Arbeit über Studies on Technology Adoption and Regulation of Smart Grids zum Dr. oec. publ. promoviert. Forschungsaufenthalte führten ihn u. a. an die Copenhagen Business School und die Syracuse University.
Ab 2012 leitete er die Juniorprofessur für Management Information Systems and Methods am Institut für Wirtschaftsinformatik der Universität Göttingen. Seit 2016 hat er die Professur für Internet Business and Internet Services an der Ludwig-Maximilians-Universität München inne.
Kranz setzt sich in zahlreichen Gremien, Verbänden und Expertengruppen für eine verantwortungsvolle Digitalisierung ein, die ökonomische mit sozialen und ökologischen Zielen in Einklang bringt. So war er von 2019 bis 2021 Präsident der Arbeitsgruppe Green Information Systems der Association for Information Systems und Mitglied des Forschungsausschusses des Münchner Kreises. Jährlich gibt er gemeinsam mit der MHP Management Consulting GmbH das Industrie 4.0 Barometer heraus, das den Fortschritt der digitalen Transformation im produzierenden Gewerbe analysiert.
Zudem fördert und berät er als Gründungsmitglied des LMU Entrepreneurship Centers und als Co-Vorsitzender des Internet Business Cluster (IBC) junge Start-ups und Gründer. Mit dem IBC, einer Plattform zur Kooperation von mittelständischen Unternehmen und Universitätsinstituten aus der Region München, zählt er zu den Mitbegründern des ersten deutschen Digitalstipendiums Think Digital.
Ferner fungiert Kranz als Gutachter und ist Keynote Speaker bei Disruptive Minds mit Vorträgen und Workshops zu Themen der Nachhaltigkeit, New Work und digitalen Zukunftstrends.
Über Kranz und seine Arbeiten berichteten u. a. Brand eins, Handelsblatt und die ARD.

## Forschungsschwerpunkte
Forschungsschwerpunkte liegen auf der digitalen Transformation und dem digitalen Innovationsmanagement in etablierten Unternehmen mit Themen an der Schnittstelle zwischen Technologie, Organisation und Management. Der zweite Schwerpunkt seiner Forschung liegt auf der Nutzung digitaler Technologien zur Steigerung der Nachhaltigkeit, besonders in den Bereichen Circular Economy und Smart Energy.